# A Single Woman
A Single Woman från 1993 är ett musikalbum av Nina Simone. Det blev det sista album hon spelade in.

## Låtlista
1. A Single Woman (Rod McKuen) – 3:33
2. Lonesome Cities (Rod McKuen) – 3:08
3. If I Should Lose You (Ralph Rainger/Leo Robin) – 3:59
4. The Folks Who Live on the Hill (Jerome Kern/Oscar Hammerstein) – 3:39
5. Love's Been Good to Me (Rod McKuen) – 3:57
6. Papa, Can You Hear Me? (Michel Legrand/Alan Bergman/Marilyn Bergman) – 4:22
7. Il n'y a pas d'amour heureux (Georges Brassens/Louis Aragon) – 6:26
8. Just Say I Love Him (Jimmy Dale/Martin Kalmanoff/Jack Val/Sam Ward) – 4:29
9. The More I See You (Harry Warren/Mack Gordon) – 2:42
10. Marry Me (Nina Simone) – 2:51

Bonusspår på ”Expanded edition” från 2008
1. The Long and Winding Road (John Lennon/Paul McCartney) – 3:32
2. I'm Gonna Sit Right Down and Write Myself a Letter (Fred E. Ahlert/Joe Young) – 2:30
3. Baseball Boogie (Nina Simone) – 0:55
4. No Woman, No Cry (Bob Marley) – 3:13
5. Do I Move You (Nina Simone) – 3:16
6. The Times They Are a-Changin' (Bob Dylan) – 0:56
7. Sign O' The Times (Prince) – 5.37

## Musiker
- Nina Simone – sång, piano (spår 8)
- Jack Sheldon – trumpet (spår 9)
- John Chiodini – gitarr (spår 3, 5, 9, 10)
- Al Schackman – gitarr (spår 8)
- Mike Melvoin – piano (spår 1–7, 9, 10)
- John Clayton – bas (spår 1, 3–6, 8–10)
- Jim Hughart – bas (spår 2, 7)
- Jeffrey Hamilton – trummor (spår 1–7, 9, 10)
- Paul Robinson – trummor (spår 8)
- Larry Bunker – slagverk (spår 2, 7)